# عمر بوجلاب
عمر بوجلاب (6 فبراير 1930 الجزائر العاصمة - 25 يونيو 2006) طبيب وسياسي ووزير سابق جزائري.
بعد حصوله على دبلوم الطب من باريس، التحق بصفوف جيش التحرير الوطني الجزائري بالمغرب. بعد الاستقلال ترأس مصلحة القلب بمستشفى مصطفى باشا، كما شغل منصب وزير الصحة في حكومتي بومدين الثانية والثالثة ما بين 1970 و1977.